# Martina Müller (futebolista)
Martina Müller (Kassel, 18 de abril de 1980) é uma futebolista alemã. Foi medalhista olímpica pela seleção de seu país.